# Giovan Battista Cini
Giovan Battista Cini (Pisa, 30 giugno 1528 – Firenze, 1586) è stato un commediografo e scrittore italiano.

## Biografia
Trasferitosi in tenera età a Firenze per volere del duca Cosimo I de' Medici, Giovan Battista Cini divenne membro dell'Accademia Fiorentina sin dal 1547 e l'anno seguente ottenne con un'orazione al Senato la nuova cittadinanza. La sua produzione letteraria maturò tutta nell'ambito della corte medicea. Cini scrisse, oltre a una biografia di Cosimo I, canzoni, intermezzi e due commedie, La vedova (1569) in versi e Il baratto (1577), in prosa, riscoperte solo da pochi decenni (la prima, edita nel 1953, da Benedetto Croce, la seconda, edita nel 1972, da Maria Luisa Doglio) e considerate tra i più vivi esempi del teatro rinascimentale.

## Opere
- Giovanni Battista Cini, La vedoua commedia, Firenze, appresso i Giunti, 1569.